# Ć
Cette page contient des caractères spéciaux ou non latins. S’ils s’affichent mal (▯, ?, etc.), consultez la page d’aide Unicode.
Ć (minuscule : ć), appelé C accent aigu, est une lettre utilisée dans l’écriture du polonais, du sorabe (bas sorabe, haut sorabe), du croate, du bosnien, du monténégrin, du romani (alphabet romani standard), du chipaya ou dans certaines romanisations du serbe, macédonien, ou biélorusse.
Elle est formée de la lettre C diacritée d’un accent aigu.

## Utilisation
En français, ‹ ć › est uniquement utilisé dans certains mots d’emprunt et n’est pas traditionnellement considéré comme faisant partie de l’alphabet.
En polonais, en haut-sorabe, en bas-sorabe et en serbo-croate, ‹ ć › représente le son /t͡ɕ/.

## Représentations informatiques
Le C accent aigu peut être représenté avec les caractères Unicode suivants :
- précomposé (latin étendu A)[1] :

| forme     | représentation | chaîne de caractères | point de code | description                           |
| --------- | -------------- | -------------------- | ------------- | ------------------------------------- |
| capitale  | Ć              | Ć                    | U+0106        | lettre majuscule latine c accent aigu |
| minuscule | ć              | ć                    | U+0107        | lettre minuscule latine c accent aigu |

- décomposé (latin de base, diacritiques) :

| forme     | représentation | chaîne de caractères | point de code | description                                       |
| --------- | -------------- | -------------------- | ------------- | ------------------------------------------------- |
| capitale  | Ć              | C◌́                   | U+0043 U+0301 | lettre majuscule latine c diacritique accent aigu |
| minuscule | ć              | c◌́                   | U+0063 U+0301 | lettre minuscule latine c diacritique accent aigu |

Des anciens codages informatiques permettent aussi de représenter le C accent aigu :
- ISO/CEI 8859-2
  - capitale Ć : C6
  - minuscule ć : E6
- ISO/CEI 8859-13
  - capitale Ć : C3
  - minuscule ć : E3
- ISO/CEI 8859-16
  - capitale Ć : C5
  - minuscule ć : E5

Il est aussi possible de former le C accent aigu sur l'ordinateur en écrivant un "c" puis en rajoutant l'accent en insérant le caractère spécial de l'accent dans "marques diacritiques d'association". Avec Windows, une autre méthode consiste à maintenir Alt en tapant 263.